# Rømskogs kommun
Rømskogs kommun (norska: Rømskog kommune) var en kommun i dåvarande Østfold fylke i östra Norge.  Kommunen gränsade i väst och norr mot Aurskog-Hølands kommun, i öst och syd-öst mot Sverige och i söder till Markers kommun. Den högsta punkten i den tidigare kommunen, och i hela det tidigare Østfold fylke, är Slavasshøgda med sina 336 meter över havet. 
Kommunen bildades 1902 genom en uppdelning av Rødenes kommun. Den införlivades 1 januari 2020 med Aurskog-Hølands kommun.

## Tätorter
Kommunen hade knappt 700 invånare och saknade tätorter.

## Klimat
| Normaler för Rømskog (140 meter över havet) | Januari | Februari | Mars | April | Maj | Juni | Juli | Augusti | September | Oktober | November | December | År  |
| ------------------------------------------- | ------- | -------- | ---- | ----- | --- | ---- | ---- | ------- | --------- | ------- | -------- | -------- | --- |
| Normaltemperatur (°C)                       | −6,5    | −6,0     | −2,0 | 3,0   | 9,5 | 14,0 | 15,2 | 14,0    | 9,6       | 5,6     | −0,5     | −4,5     | 4,3 |
| Nederbörd (mm)                              | 40      | 35       | 35   | 40    | 55  | 65   | 75   | 80      | 90        | 85      | 75       | 50       | 725 |